# Anacalliax argentinensis
Anacalliax argentinensis es una especie de crustáceo decápodo talasinídeo integrante del género Anacalliax, conocido como camarón del barro o cavador. 
Habita en ambientes litorales de la Argentina, desde el sur de la provincia de Buenos Aires hasta Puerto Deseado en la provincia de Santa Cruz.